# Buota
Buota é uma localidade do Kiribati, no atol de Tarawa.